# Ziribega
Ziribega è una frazione facente parte del comune di Valsamoggia, della città metropolitana di Bologna. Fino al 31 dicembre 2013 era compreso nel comune di Monteveglio, pur essendo distante 1,7 km da Castelletto (ex capoluogo comunale di Castello di Serravalle) e 4,5 km dal proprio capoluogo.
Fu sede di un insediamento villanoviano. Nei suoi pressi si svolse, nella notte di venerdì 15 novembre 1325, la Battaglia di Zappolino, nota anche come Battaglia della Secchia Rapita. È servita dal primo tronco della strada provinciale 70.